# 혼잣말로 말할 정도라면
〈혼잣말로 말할 정도라면〉(独り言で語るくらいなら 히토리고토데카타루쿠라이나루[*])는 일본의 걸 그룹 STU48의 여섯 번째 싱글이다. 타이틀 곡의 센터 포지션은 이시다 치호가 맡았다.